# ديمتري غوتفريد
ديمتري غوتفريد (من مواليد 22 يناير 1984) هو ملاكم من كازاخستان.
شارك في دورة الألعاب الآسيوية 2006 في الدوحة بقطر.